# Cascinette d’Ivrea
Cascinette d’Ivrea – miejscowość i gmina we Włoszech, w regionie Piemont, w prowincji Turyn.
Według danych na rok 2004 gminę zamieszkiwało 1448 osób, 724 os./km².